# Narodni park kraljice Elizabete
Narodni park kraljice Elizabete je narodni park v zahodni regiji Ugande.

## Lokacija
Narodni park kraljice Elizabete (QENP) obsega okrožja Kasese, Kamwenge, Rubirizi in Rukungiri. Park je približno 400 kilometrov po cesti jugozahodno od Kampale, glavnega in največjega mesta Ugande. Mesto Kasese leži severovzhodno od parka, medtem ko je mesto Rubirizi na jugovzhodu. Park meji na rezervat za divjad Kyambura na vzhodu, ki meji na rezervat za divjad Kigezi (vključno z gozdom Maramagambo) in narodni park Kibale na severovzhodu. Narodni park Virunga v Demokratični republiki Kongo leži čez mejo na zahodu. Ti zavarovani kraji skupaj popolnoma obkrožajo Edwardovo jezero. Narodni park gorovja Rwenzori v Ugandi leži nedaleč proti severozahodu.
Zmedeno je, da so v 1970-ih in 1980-ih zahodni naravovarstveniki park običajno imenovali narodni park Rwenzori.

## Zgodovina
Leta 1921 je epidemija goveje kuge in spalna bolezen med avtohtonimi prebivalci regije, pastirji Basongora, povzročila velik pogin in izseljevanje iz regije. Verjeli so, da je epidemijo povzročila kolonialna vlada pod krinko kampanje cepljenja živine. Divjad se je povečala in britanska kolonialna vlada se je odločila izseliti preostale ljudi z morda 90 % njihove zemlje in ustvariti rezervate za divjad. Njihove domove so požgali in živino pobili, zaradi česar so zbežali čez mejo in poiskali zatočišče v današnji Demokratični republiki Kongo.
Park je bil ustanovljen leta 1952 kot narodni park Kazinga z združitvijo rezervatov Georgeovo jezero in Edwardovo jezero. Dve leti pozneje so ga preimenovali v spomin na obisk kraljice Elizabete II. Zadnje preostale skupne pravice do paše pastirjev Songore so bile preklicane, zaradi česar se je na tisoče drugih preselilo čez mejo s svojimi čredami v narodni park Virunga, večina šele po letu 1964 so se začeli vračati zaradi sporov, ki jih je povzročil tamkajšnji upor Mulele.
Leta 2006 so bili Basongora prisiljeni pobegniti čez mejo iz DR Kongo in se s svojo živino naselili v parku severno od Edwardovega jezera. Napadi plenilcev na njihovo lastnino in pomanjkanje odškodnine, ko so njihove živali usmrtili, so povzročili, da so izpustili trupla, prepojena s strupom, da bi rešili težavo, med številnimi incidenti so leta 2018 ubili enajst levov. To je povzročilo, da so tisti v mednarodnem turizmu in naravovarstveni industriji razmere označili za »nacionalno katastrofo«. Pred tem so leta 2015 divji lovci v parku ubili šest slonov, kar je sprožilo jezo in razočaranje v ugandski naravovarstveni skupnosti.

## Pregled
QENP zavzema ocenjenih 1978 kvadratnih kilometrov. Park je znan po številnih divjih živalih, med njimi afriški slon, Kafrski bivol, ugandski kob (Kobus kob thomasi), veliki povodni konj, topi (Damaliscus lunatus jimela), obvodna antilopa (Kobus ellipsiprymnus), bradavičarka, orjaška gozdna svinja, nilski krokodil, leopard, lisasta hijena, vzhodni šimpanzi in lev. Na splošno je park dom 95 vrstam sesalcev in več kot 600 vrstam ptic. Območje okoli Ishashe v okrožju Rukungiri je znano po levih plezalcih, katerih samci imajo pogosto črne grive. Leta 2020 je izvršni direktor Ugande Wildlife Authority Samuel John Mwandha izjavil, da se število divjih živali v parku v zadnjih petih letih povečuje.
IUCN je leta 2006 QENP skupaj s sosednjim narodnim parkom Virunga označil za »enoto za ohranitev levov«. Območje velja tudi za potencialno oporišče levov v osrednji Afriki, če se bo omejil divji lov in se bo vrstam plena omogočilo, da si opomorejo. Rezidenčno populacijo levov (vključno s hijenami in leopardi) aktivno spremljata Ugandski program za mesojede živali in Uganda Wildlife Authority z uporabo radijskih ovratnic in drugih pobud za ohranjanje.
Park je znan tudi po svojih vulkanskih značilnostih, vključno z vulkanskimi stožci in globokimi kraterji, mnogi s kraterskimi jezeri, kot so kraterji Katwe, iz katerih pridobivajo sol.
Storitve v parku vključujejo telecenter, ki ga vodi Conservation Through Public Health.

## Turizem
Narodni park kraljice Elizabete je ena najbolj priljubljenih turističnih destinacij v Ugandi, ki vsako leto prejme enega največjih obiskovalcev med nacionalnimi parki v državi. Priljubljene dejavnosti vključujejo sledenje šimpanzom v soteski Kyambura, križarjenja z ladjo, vodene vožnje z divjadjo, vključno z ogledom levov, plezajočih po drevesih v sektorju Ishasha, nočne vožnje in sprehode po naravi. Obiskovalci se lahko odpravijo tudi na doživetje leva z ugandskim programom Carnivore Program, izkupiček pa gre za ohranjanje mesojedcev. Turisti, ki obiščejo narodni park kraljice Elizabete, se iz Kampale vozijo 7 ur in 30 minut, da pridejo do parka. Park je povezan tudi z dnevnimi domačimi leti z mednarodnega letališča Entebbe, ki pristajajo na vzletišču Mweya, Kihihi in Kasese. Turistične nastanitve v parku vključujejo vrsto domov in šotorskih kampov.[25]

## Pobratenje
QENP in podeželski park kraljice Elizabete v Angliji sta pobratena v projektu »kulturne izmenjave, medsebojne podpore in ima glavni poudarek na podpiranju ohranjanja s tesnim sodelovanjem z lokalnimi skupnostmi in krepitvijo vloge«.